# 岡村陽久
岡村 陽久（おかむら はるひさ、1980年4月8日 - ）は、埼玉県出身の日本の実業家。株式会社アドウェイズ創業者・CEO。
埼玉県大宮市（現さいたま市）生まれ。小学校4年のときに台東区に移り、台東区立上野中学校を経て高校に進学したが、松下幸之助の生き方に感銘し、2ヶ月で高校を中退。ベランダの上に取り付ける屋根などを扱う訪問販売の仕事をする会社に就職した。それから大阪市で換気扇フィルターの訪問販売を行う会社に転職し、1ヶ月に150万円から200万円ほど稼ぎ関西地方トップ（全国2位）の成績のセールスマンとなった。
2001年（平成13年）、広告代理店 アドウェイズエージェンシー（後に株式会社アドウェイズに変更）を大阪市で設立（現在は東京都新宿区に移転）。同社は2006年（平成18年）6月20日、東証マザーズに上場、上場時の年齢は26歳で、岡村は東証上場企業当時最年少の社長となった。この記録は2011年に村上太一が25歳でリブセンスの株式を東証マザーズに上場するまで破られなかった。